# 10 Pułk Haubic Polowych (austro-węgierski)
Pułk Haubic Polowych Nr 10 (FHR. 10) – pułk artylerii polowej cesarskiej i królewskiej Armii.

## Historia pułku
W 1854 roku został sformowany 7 Pułk Artylerii Polowej. 1 maja 1885 roku oddział został przemianowany na Pułk Artylerii Korpuśnej Nr 1 (niem. Korpsartillerieregiment Nr 1). 1 stycznia 1894 roku jednostka została przemianowana na Pułk Artylerii Korpuśnej Nr 10 (skrót 10 KAR). W 1907 roku oddział został przemianowany na Pułk Haubic Polowych Nr 10.
Od 1854 roku szefem pułku był Luitpold Wittelsbach regent Bawarii. Obowiązki drugiego szefa pułku pełnili:
- w latach 1854-1855 – generał major Anton Fink (ur. 1795, zm. 30 VII 1855),
- w latach 1860-1869 – generał major Johann Mayer von Sonnenberg (ur. 17 IX 1801, zm. 11 II 1869)[1].

Swoje święto pułk obchodził 24 czerwca, w rocznicę bitwy pod Custozą, rozegranej w 1866 roku, w czasie wojny prusko-austriackiej.
Do 1914 roku pułk stacjonował w Twierdzy Przemyśl, na terenie 10 Korpusu. Pod względem taktycznym pułk był podporządkowany komendantowi 24 Dywizji Piechoty, a pod względem szkolenia komendantowi 10 Brygady Artylerii Polowej.
W skład pułku wchodziła komenda i cztery baterie po 6 haubic M99, które od 1914 były sukcesywnie zastępowane przez 10 cm haubice polowe wz. 1914.
Latem 1914 roku, w czasie mobilizacji, 1. dywizjon został włączony w skład 2 Brygady Artylerii Polowej należącej do 2 Dywizji Piechoty, natomiast 2. dywizjon w skład 24 Brygady Artylerii Polowej należącej do 24 Dywizji Piechoty .
W 1916 roku oddział został przemianowany na Pułk Haubic Polowych Nr 24, natomiast numer „10” otrzymał dotychczasowy Pułk Haubic Polowych Nr 9.
W 1918 oddział został przemianowany na Pułk Artylerii Polowej Nr 124.

## Kadra pułku
Komendanci pułku
- płk Eduard Lunda (do VI 1908 → urlopowany na rok)
- ppłk / płk Rudolf Lechner (VI 1908[8] – 1914[2])
- ppłk Eugeniusz Grandowski (od IV 1914)

Oficerowie pułku
- por. Jan Chmurowicz (oficer nadetatowy)
- por. Karol Grodzicki (w Wojsku Polskim pułkownik, dowódca 21 pap)
- por. Władysław Sontag
- ppor. Oskar Pustówka (w Wojsku Polskim pułkownik, dowódca 26 pap)
- ppor. Ernst Zimmermann